# Brakteaty z Tjurkö

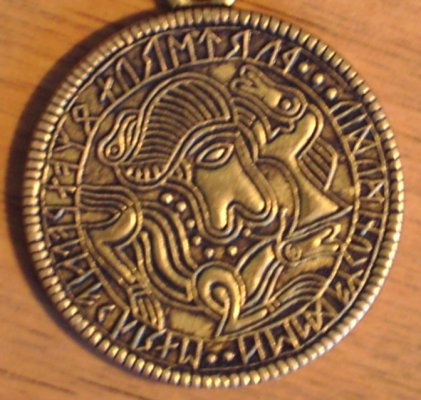
Brakteat DR BR75

Brakteaty z Tjurkö – dwa złote brakteaty z inskrypcjami runicznymi, odnalezione w 1817 roku w Tjurkö koło Karlskrony w szwedzkiej prowincji Blekinge. Datowane są na drugą połowę V wieku. Wraz z nimi odkryto dwa inne pozbawione inskrypcji brakteaty oraz dwie rzymskie monety z czasów Teodozjusza II.
Na brakteacie DR BR75 przedstawiony został zarys głowy ludzkiej, koń oraz ptak. Moneta ma 27,9 mm średnicy i waży 4,35 grama. Napis biegnie dookolnie, czytany od prawej do lewej, podzielony na dwie części grupą dwóch oraz trzech kropek. Jego treść głosi wurte runoR an walhakurne .. heldaR kunimudiu ..., co znaczy „HeldaR Kunimundowi wykonał runy na włoskim ziarnie”. Sformułowanie włoskie ziarno jest kenningiem oznaczającym złoto. Widoczna jest także aliteracja (wurte : runoR : walhakurne), co nadaje inskrypcji wartość poetycką.
Na brakteacie DR BR76 umieszczona została krótka, składająca się z trzech run inskrypcja o treści ota, której znaczenie pozostaje niejasne. Może to być imię własne, imię bóstwa lub formuła magiczna.